# Physospermopsis wolffiana
Physospermopsis wolffiana är en flockblommig växtart som beskrevs av Friedrich Karl Georg Fedde. Physospermopsis wolffiana ingår i släktet Physospermopsis och familjen flockblommiga växter. Inga underarter finns listade i Catalogue of Life.